# George Fitzmaurice
George Fitzmaurice (París, 13 de febrero de 1885-Los Ángeles, 13 de junio de 1940) fue un director de cine estadounidense de origen francés. Fue uno de los pioneros del Hollywood mudo, aunque su larga carrera también alcanzó el cine sonoro. Destacó como director de actores, hizo brillar a mitos del celuloide como Rodolfo Valentino o Greta Garbo y rodó películas que hoy se consideran clásicos del cine, como Mata Hari (1931).

## Inicios

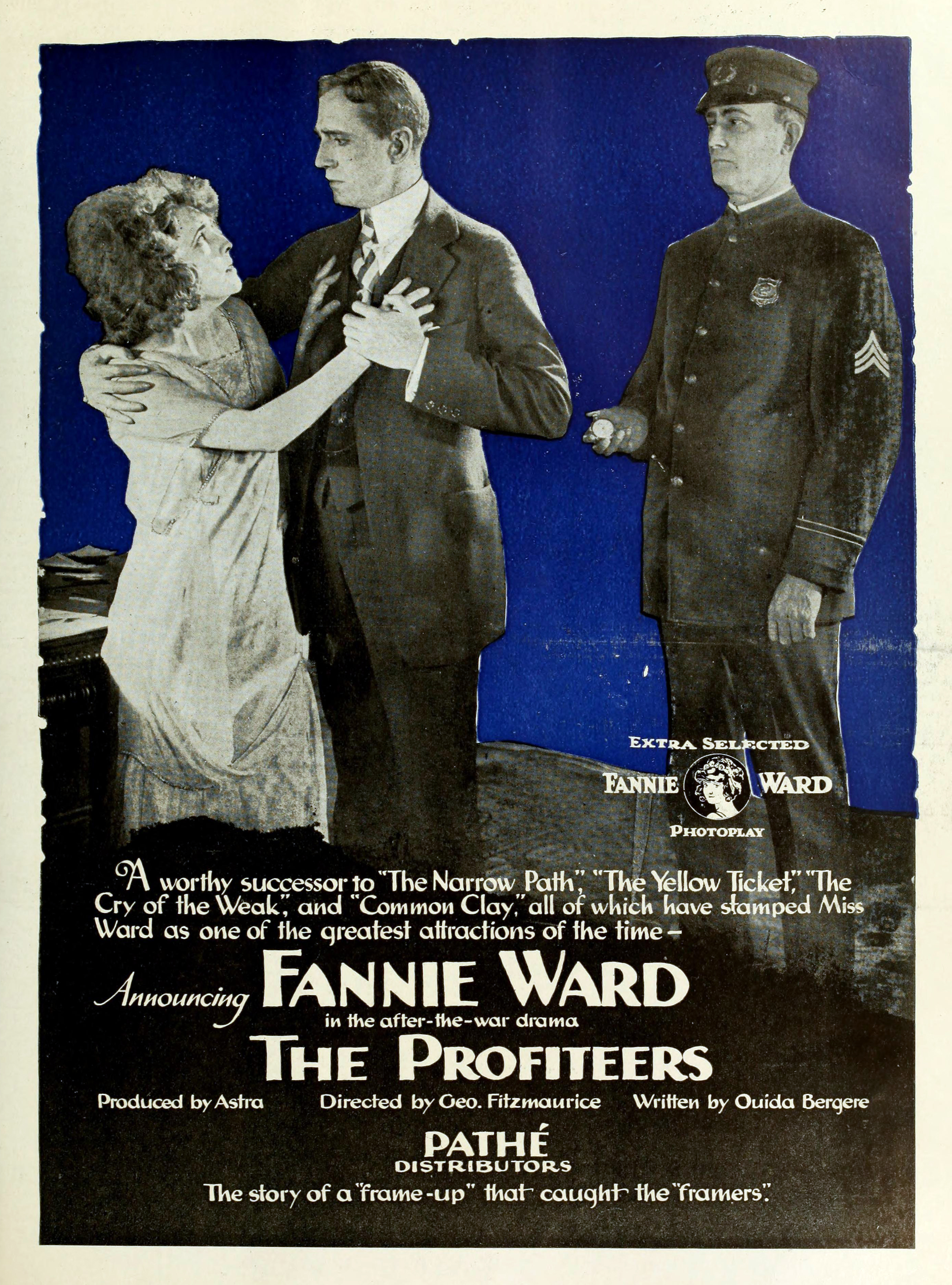
The Profiteers, 1919

Su filmografía comprende las dos primeras etapas del séptimo arte: el período mudo, y la época sonora en blanco y negro con algunos ensayos del technicolor. En la primera tiene varios títulos interesantes, como The quest of sacred jewel (drama de aventuras que supone su debut oficial en el cine norteamericano en 1914, La marca de Caín (1917) y The Naulahka (1918.

## Primeros éxitos
En 1923 consigue su primer gran éxito con el suntuoso melodrama Bella donna, con Pola Negri -famosa ya tras sus interpretaciones para Lubitsch como Ana Bolena o Madame DuBarry en Alemania-, Conrad Nagel y Adolphe Menjou. Ese mismo año estrenó el melodrama bélico La ciudad eterna, con Lionel Barrymore y Richard Bennett al frente de un reparto de secundarios donde figuraba Barbara La Marr.
Con Tarnish (1924), el realizador logra reunir a un trío de intérpretes de moda (May McAvoy, Marie Prevost y Ronald Colman en una comedia dramática. Su relación profesional con Colman continua con A thief in paradise (1925) y The dark angel (1925), siendo esta última una fiel adaptación de la obra teatral de Guy Bolton.
En 1926, el cineasta logró un gran éxito con El hijo del caíd (1926), que consagró definitivamente a Rodolfo Valentino como mito de la gran pantalla tras encadenar varios fracasos de taquilla, y que se convirtió en la última cinta del actor, que falleció poco después de su rodaje.

## Plenitud creativa
Su carrera entra entonces en una etapa plagada de triunfos (A night of love en 1927, drama entre el romance y la épica donde trabajó de nuevo con Colman y Vanky; el melodrama Rose of the golden west con Mary Astor y Gilbert Roland; el drama mudo con secuencias sonoras El barquero en 1928, en el que la interpretación de Betty Compson fue nominada al Premio Óscar y la actuación de un jovencísimo Douglas Fairbanks Jr. fue muy celebrada; el drama La mujer cautiva de 1929; La puerta cerrada, con Barbara Stanwyck y Rod La Rocque; o la casi plenamente sonora Tiger Rose con Lupe Vélez y Monte Blue. 
Pero su verdadera irrupción en el cine sonoro tiene lugar con dos trabajos junto a Greta Garbo: Mata Hari (1931, drama biográfico sobre la espía-bailarina donde Greta realizaba una de sus mejores actuaciones, al lado de Ramón Novarro (entonces una estrella emergente tras la estela de Valentino) y Lionel Barrymore; y una adaptación de una obra de Luigi Pirandello titulada Como tú me deseas (1932) que obtuvo una notable acogida, donde emparejaba a Greta Garbo con Melvyn Douglas, siendo Erich Von Stroheim el tercero en discordia. Algo avejentada hoy en día, la película sigue transmitiendo el misterio y el magnetismo que el cineasta supo imprimirle. Mención aparte merecen sus películas formando nuevamente un tándem con Ronald Colman: Que pague el diablo en 1930, donde Fitzmaurice casi descubría a una jovencísima Myrna Loy; una versión de Raffles (el célebre ladrón de guante blanco que ya tenía una de 1905, dirigida por Edwin S. Porter con Gilbert M. "Broncho Billy" Anderson en el papel) donde el actor compartía cartel con la deliciosa Kay Francis; y Paraíso del mal en 1931, con Colman y Fay Wray. 
De esta época también destaca el melodrama Noche celestial (1930) con Evelyn Laye y John Boles, la romántica Strangers may kiss (1931, emparejando a Norma Shearer y Robert Montgomery), y Rockabye en 1932, codirigiendo con George Cukor a Joel McCrea y Frances Dee.
En 1934 es reemplazado en un film fallido (Nana, sobre la novela de Émile Zola, que termina dirigiendo Dorothy Arzner) y tiene un parón. Pero se resarce dos años más tarde con dos clásicos muy distintos: Petticoat fever, una screwball comedy con Myrna Loy y Robert Montgomery, y el drama romántico con trasfondo bélico Suzy, en el que un guion de Dorothy Parker es interpretado con convicción por Cary Grant, Jean Harlow en una de sus últimas apariciones, Franchot Tone y Lewis Stone.

## Última etapa
Su última etapa como realizador se define por otro reemplazo en pleno rodaje, en este caso de El último adiós a la señora Cheyney (The Last of Mrs. Cheyney, 1937) donde Joan Crawford y William Powell resplandecen al lado de un guion magnífico por gracia de otro excelente y menospreciado director compañero de generación de Fitzmaurice, Richard Boleslawski; y por el éxito de tres títulos muy distintos: una comedia de intriga de altura (The emperor´s candlesticks, con William Powell, Luise Rainer, Robert Young, Maureen O'Sullivan y Frank Morgan en un San Petersburgo lleno de espías y traidores), la comedia romántica de alta sociedad Live, love and learn (con Rosalind Russell y Robert Montgomery), y la secuela La vuelta de Arsenio Lupin (sobre la película que lanzó a la fama a John Barrymore en 1932 dirigido por Jack Conway) donde Melvyn Douglas y Warren William retoman el hilo de las andanzas del personaje ideado por Maurice Leblanc.
Su carrera finaliza con su muerte a finales de 1940 tras rodar la notable Traficantes de diamantes, cinta de aventuras donde George Brent seducía a Isa Miranda.